# 2002 год в театре
2002 год в театре

## Яркие постановки
- В Московском драматическом театре им. А. С. Пушкина поставлены спектакли:
  - «Ревизор» Н. В. Гоголя, премьера 29 октября
  - «Ромео и Джульетта» У. Шекспира, премьера 22 марта
- 27 июня — премьера трилогии Тома Стоппарда «Берег Утопии», Королевский Национальный театр, Лондон

## Знаменательные события
- Театр Юного Зрителя им. А. Брянцева возглавил Григорий Козлов.

## Персоналии

### Скончались
- 27 мая — Виталий Соломин, советский и российский актёр театра и кино, народный артист России (1991).
- 30 мая — Джон Брендан Кин, ирландский драматург и прозаик .
- 18 июля — Даниил Львович Сагал, советский актёр театра и кино, народный артист РСФСР.
- 27 июля — Всеволод Осипович Абдулов, советский и российский актёр театра и кино.
- 17 августа — Валентин Плучек, советский и российский режиссёр, народный артист СССР, более 40 лет возглавлявший Театр сатиры.
- 22 сентября — Анна Алексеевна Судакевич, советская актриса, художник по костюмам.
- 16 ноября — Коле Якова, албанский драматург, поэт, прозаик, сценарист, театральный деятель (род. в 1916).
- 2 декабря — Борис Владимирович Иванов, советский и российский актёр театра и кино, народный артист РСФСР.
- 19 декабря — Александр Георгиевич Товстоногов, советский и российский театральный режиссёр.